# Liste der Bürgermeister von Poortugaal
Dieses ist die Liste der Bürgermeister von Poortugaal in der niederländischen Provinz Südholland bis zur Auflösung der Gemeinde am 1. Januar 1985.
| Amtszeit    | Name                               | Partei oder Strömung | Anmerkungen                                                        |
| ----------- | ---------------------------------- | -------------------- | ------------------------------------------------------------------ |
| 18?? – 1834 | J. B. Vermaat                      |                      |                                                                    |
| 1834 – 1851 | Petrus Cornelius Kluit             |                      | auch Bürgermeister von Albrandswaard (1841–1842)                   |
| 1851 – 1873 | W .C. A. Vaupel Kleijn             |                      | auch Bürgermeister mehrerer Gemeinden                              |
| 1873 – 1886 | J. Nolen                           |                      | auch Bürgermeister von Hoogvliet, zuvor Bürgermeister von Woerden  |
| 1886 – 1910 | Andries (A.) van der Poest Clement |                      | auch Bürgermeister von Hoogvliet                                   |
| 1910 – 1946 | Frans (F.) van der Poest Clement   |                      |                                                                    |
| 1946 – 1953 | A. K. H. Breebaart                 |                      |                                                                    |
| 1954 – 1966 | Abraham (A. D.) van Dijk           | PvdA                 | zuvor Bürgermeister von Oude-Tonge                                 |
| 1967 – 1973 | Jacob (J.) van Huis                | PvdA                 | zuvor Bürgermeister von Rolde, später Bürgermeister von Wageningen |
| 1973 – 1980 | Nico (N.) Hesseler                 |                      |                                                                    |
| 1980 – 1985 | Wim (W.) van 't Veld               | PvdA                 | zuvor Bürgermeister von Heinenoord                                 |